# 塞氏硬殼寄居蟹
塞氏硬殼寄居蟹（学名：Calcinus seurati）

为活額寄居蟹科硬殼寄居蟹屬下的一个种
。

## 描述
腿有黑白条纹，鉗是灰色
。

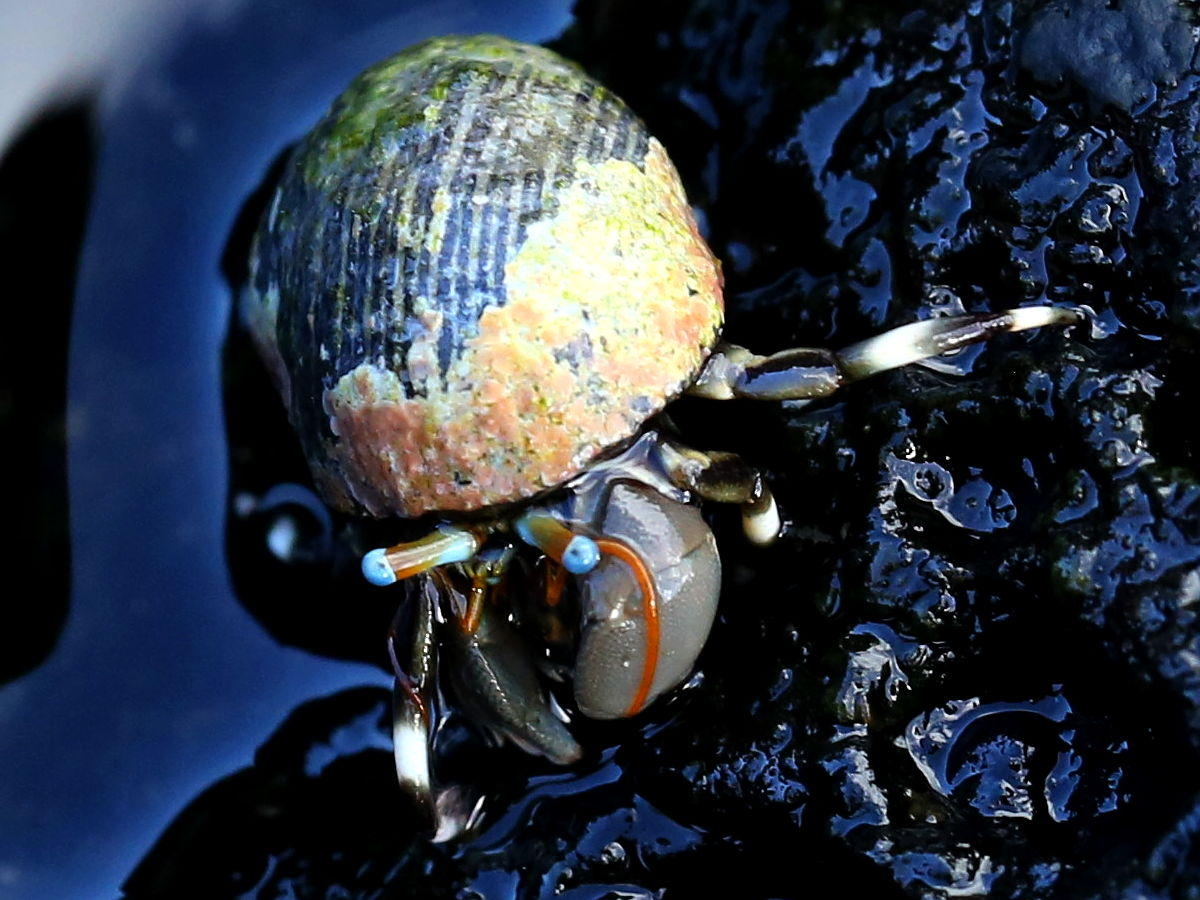
于夏威夷

## 分布
它们生活于太平洋之潮间带地带, 由夏威夷至台湾.
。